# Morette
Morette este o comună în departamentul Isère din sud-estul Franței. În 2009 avea o populație de 4.147 locuitori.

## Evoluția populației
| An        | 1975  | 1982  | 1990  | 1999  | 2006  | 2009  |
| --------- | ----- | ----- | ----- | ----- | ----- | ----- |
| Populație | 2.308 | 2.738 | 2.972 | 3.034 | 3.841 | 4.147 |